# Adil Shah
Adil Shah (persiska: عادل شاه افشار), död 1557, var en indisk stormogul med afghanskt påbrå, som regerade 1554-1555. 